# Гай Плавцій Веннон
Гай Пла́вцій Венно́н (Венокс) Гіпсео́н (лат. Gaius Plautius Venox Hypsaeus / Gaius Plautius Venno Hypsaeus; ? — після 341 року до н. е.) — політичний та військовий діяч Римської республіки, дворазовий консул 347 і 341 років до н. е.

## Життєпис
Походив з плебейського роду Плавціїв. Про батьків немає відомостей. 
У 347 році до н. е. його обрано консулом разом із Титом Манлієм Імперіосом Торкватом. Під час своєї каденції займався здебільшого внутрішніми справами у Римі. Цього ж року розпочалося карбування римських монет.
У 341 році до н. е. його вдруге обрано консулом, цього разу разом з Луцієм Емілієм Мамерціном Привернатом. Воював проти міста вольсків Привернум (нині Приверно), змусивши останніх укласти вигідну для Риму угоду. 
Подальша доля його невідома.